# Бен Брюс
Бен Брюс (англ. Ben Bruce; нар. 31 жовтня 1988) — гітарист, бек-вокаліст англійської металкор групи Asking Alexandria з міста Ешфорд, Велика Британія, а також засновник гурту.

## Біографія
В 2006 році в Дубаї Бен Брюс створив гурт Asking Alexandria. У серпні музиканти підписали угоду з лейблом Sonicwave International, а до січня 2007 року — з лейблом Hangmans Joke. Незабаром після цього гурт випустив повний альбом під назвою «The Irony of Your Perfection», що приніс їм популярність у Європі. Однак незабаром гурт розпався, так і не відігравши жодного концерту за межами Дубаї.
2008 року Бен Брюс повернувся в рідну Англію. Невдовзі Asking Alexandria відновив діяльність з оновленою командою (зі старого складу лишився тільки Брюс), але старою назвою. З часу заснування нової Asking Alexandria у складі відбулися деякі зміни, так в 2008 році її покинув клавішник Райн Біннса (обов'язок клавішника на себе частково поклав вокаліст Денні Ворсноп), а в 2009 році басиста Джо Ланкастера замінили на Сема Беттлі. 23 січня Денні Уорсноп офіційно заявив про те, що покидає гурт. Наразі ім'я нового вокаліста Денис Шафоростов.